# Crossomitrium epiphyllum
Crossomitrium epiphyllum är en bladmossart som beskrevs av C. Müller 1874. Crossomitrium epiphyllum ingår i släktet Crossomitrium och familjen Daltoniaceae. Inga underarter finns listade i Catalogue of Life.